# رئيس وزراء بافاريا
وفقًا للقسم الرابع من الجزء الرئيسي الأول من دستور ولاية بافاريا الحرة فإن رئيس وزراء بافاريا هو رئيس حكومة ولاية بافاريا.
ماركوس زودر من حزب الاتحاد الاجتماعي المسيحي (CSU) هو رئيس وزراء ولاية بافاريا الحرة منذ 16 آذار 2018. شغل المنصب خلفاً لهورست سيهوفر (CSU)، الذي انتقل إلى حكومة ميركل الرابعة كوزير للداخلية والبناء والشؤون الداخلية.

## مستشار المجلس السري

شعار إمارة بافاريا

| الصورة | شاغل المنصب                           | فترة شغل المنصب                     | ملاحظات                                   |
| ------ | ------------------------------------- | ----------------------------------- | ----------------------------------------- |
|        | Johann Adlzreiter von Tettenweis      | 1650–1662                           |                                           |
|        | Johann Georg Oexle                    | 1662–1667                           |                                           |
|        | Kaspar von Schmid                     | 1667–1693                           |                                           |
|        | Johann Rudolf von Wämpl               | 1695–1704                           |                                           |
|        | شاغر                                  | 1704–1726                           | الإدارة الإمبراطورية في بافاريا 1704–1714 |
|        | Franz Xaver Josef Freiherr von Unertl | 3 آذار 1726 – 6 آذار 1749           |                                           |
|        | Franz Xaver Andreas von Praidlohn     | 1749–1758                           |                                           |
|        | Wiguläus Freiherr von Kreittmayr      | 20 أيلول 1758 – 21 تشرين الأول 1790 |                                           |
|        | Johann Friedrich von Hertling         | 1790–1806                           |                                           |

## وزير الخارجية
| الصورة | الوزير                                                | فترة شغل المنصب                       | ملاحظات                                         |
| ------ | ----------------------------------------------------- | ------------------------------------- | ----------------------------------------------- |
|        | Maximilian Franz Joseph Freiherr und Graf von Berchem | 1745 – 18. تشرين الثاني 1777          | وزير الخارجية                                   |
|        | Matthäus Graf von Vieregg                             | 18. تشرين الثاني 1777 – 21. شباط 1799 | وزير الخارجية                                   |
|        | Maximilian Joseph Graf von Montgelas                  | 21. شباط 1799 – 2. شباط 1817          | وزير الخارجية،                                  |

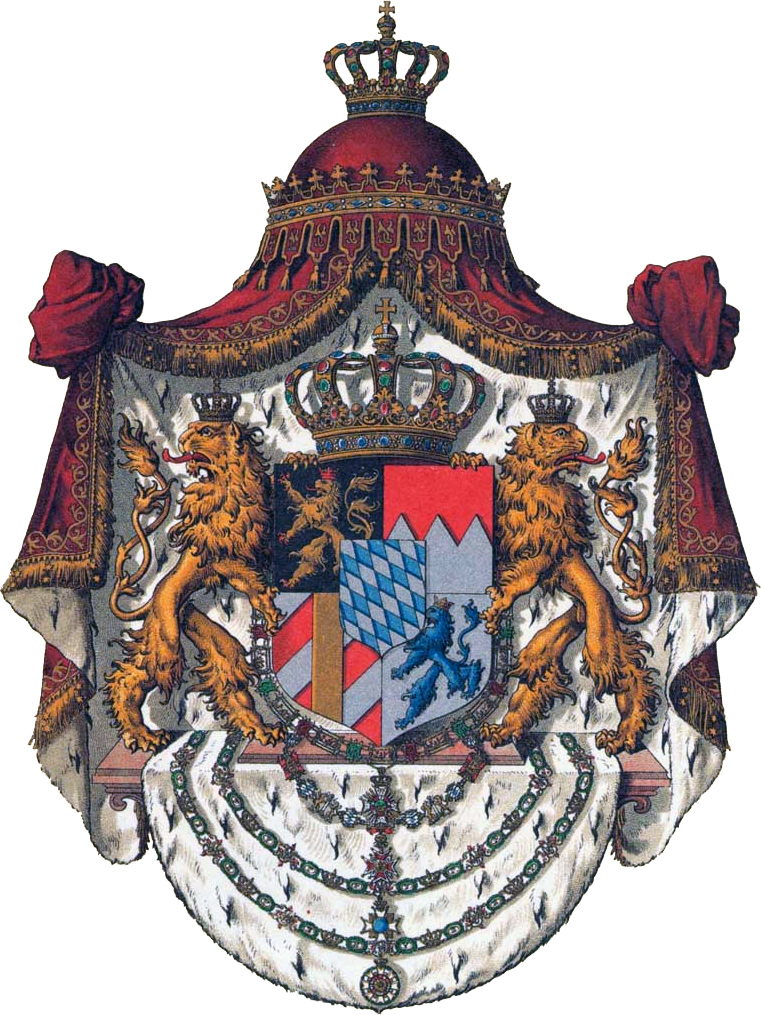
مملكة بافاريا

|        | Heinrich Alois von Reigersberg                        | 2. شباط 1817 – 1823                   | رئيس مجلس الوزراء، 1810–1823 وزير العدل         |
|        | Aloys Graf von Rechberg und Rothenlöwen               | 2. شباط 1817 – تشرين الأول 1825       | وزير الخارجية، من 1823 رئيس مجلس الوزراء        |
|        | Friedrich Karl Freiherr von Thürheim                  | 1. كانون الثاني 1827 – 1828           | وزير الخارجية, من 22. نيسان 1827 غائب في إجازة  |
|        | Georg Friedrich Freiherr von Zentner                  | 22. نيسان 1827 – 1. أيلول 1828        | وزير الخارجية بالوكالة                          |
|        | Joseph Ludwig Graf von Armansperg                     | 1. أيلول 1828 – 1831                  | وزير الخارجية، أيضا وزير المالية                |
|        | Friedrich August Freiherr von Gise                    | 1831 – 26. أيار 1846                  | وزير الخارجية بالوكالة حتى 2. كانون الثاني 1832 |
|        | Otto Graf von Bray-Steinburg                          | 26. أيار 1846 – 13. شباط 1847         | وزير الخارجية بالوكالة حتى 1. كانون الثاني 1847 |
|        | جورج لودويغ فون مورير                                 | 1. آذار – 29. تشرين الثاني 1847       | وزير الخارجية والعدل بالوكالة                   |
|        | Ludwig Fürst von Oettingen-Wallerstein                | 1. كانون الأول 1847 – 12. آذار 1848   | وزير الخارجية والثقافة بالوكالة                 |
|        | Klemens August Graf von Waldkirch                     | 14. آذار 1848 – 29. نيسان 1848        | وزير الخارجية بالوكالة                          |
|        | Otto Graf von Bray-Steinburg                          | 29. نيسان 1848 – 18. نيسان 1849       | وزير الخارجية                                   |

## رئيس مجلس الوزراء
| الصورة | شاغل المنصب                                          | فترة شغل المنصب                                      | ملاحظات                                                         |
| ------ | ---------------------------------------------------- | ---------------------------------------------------- | --------------------------------------------------------------- |
|        | Ludwig Karl Heinrich Freiherr von der Pfordten       | 22. كانون الأول 1849 – 1. أيار 1859                  | أيضا وزير الخارجية غير حزبي                                     |
|        | Karl Freiherr von Schrenck von Notzing               | 1. أيار 1859 – 4. تشرين الأول 1864                   | أيضا وزير الخارجية غير حزبي                                     |
|        | Max Ritter von Neumayr                               | 4. تشرين الأول 1864 – 4. كانون الأول 1864 (بالوكالة) | أيضا وزير الداخلية (1859–1865)؛ وزير الخارجية بالوكالة غير حزبي |
|        | Ludwig Karl Heinrich Freiherr von der Pfordten       | 4. كانون الأول 1864 – 29. كانون الأول 1866           | أيضا وزير الخارجية غير حزبي                                     |
|        | الأمير شلودفيغ                                       | 31. كانون الأول 1866 – 7. آذار 1870                  | أيضا وزير الخارجية غير حزبي (ليبرالي قومي)                      |
|        | Otto Graf von Bray-Steinburg                         | 8. آذار 1870 – 25. حزيران 1871                       | أيضا وزير الخارجية                                              |
|        | Friedrich Freiherr von Hegnenberg-Dux                | 21. آب 1871 – 2. حزيران 1872                         | أيضا وزير الخارجية غير حزبي (ليبرالي قومي)                      |
|        | Adolph von Pfretzschner                              | 1. تشرين الأول 1872 – 4. آذار 1880                   | أيضا وزير الخارجية غير حزبي (ليبرالي)                           |
|        | يوهان فون لوتز (من 1884 فرايهر)                      | 4. آذار 1880 – 1. حزيران 1890                        | أيضا وزير الثقافة غير حزبي (ليبرالي قومي)                       |
|        | Friedrich Krafft Graf von Crailsheim                 | 1. حزيران 1890 – 1. آذار 1903                        | أيضا وزير الخارجية غير حزبي (ليبرالي قومي)                      |
|        | Clemens Freiherr von Podewils-Dürnitz (من 1911 غراف) | 1. آذار 1903 – 9. شباط 1912                          | أيضا وزير الخارجية غير حزبي (ليبرالي قومي)                      |
|        | غيورغ فريدريش فرايهير فون هيرتلنغ (من 1914 فرايهر)   | 9. شباط 1912 – 10. تشرين الثاني 1917                 | أيضا وزير الخارجية حزب الوسط                                    |
|        | Otto Ritter von Dandl                                | 11. تشرين الثاني 1917 – 7. تشرين الثاني 1918         | أيضا وزير الخارجية غير حزبي                                     |

## رئيس وزراء ولاية بافاريا الحرة
الأحزاب:
  الحزب الاشتراكي الديمقراطي المستقل الألماني [الإنجليزية] (USPD)
  الحزب الديمقراطي الاجتماعي الألماني (SPD)
  حزب الشعب البافاري (BVP)
  الحزب النازي (NSDAP)
  الاتحاد الاجتماعي المسيحي في بافاريا (CSU)
  غير حزبي
| الصورة          | الصورة          | شاغل المنصب (مواليد–وفاة)                                               | فترة شغل المنصب      | فترة شغل المنصب      | فترة شغل المنصب    | ملاحظات/الحزب                                            |
| الصورة          | الصورة          | شاغل المنصب (مواليد–وفاة)                                               | تولى المنصب          | غادر المنصب          | المدة              | ملاحظات/الحزب                                            |
| --------------- | --------------- | ----------------------------------------------------------------------- | -------------------- | -------------------- | ------------------ | -------------------------------------------------------- |
|                 |                 | كورت أيسنر (1867–1919)                                                  | 8 تشرين الثاني 1918  | 21 شباط 1919         | 105 أيام           | الحزب الديمقراطي الاجتماعي الألماني المستقل [الإنجليزية] |
|                 |                 | Martin Segitz (1853–1927) رئيس وزراء بالوكالة                           | 1 آذار 1919          | 17 آذار 1919         | 16 أيام            | الحزب الديمقراطي الاجتماعي الألماني                      |
|                 |                 | يوهانس هوفمان (1867–1930)                                               | 17 آذار 1919         | 16 آذار 1920         | 365 أيام           | الحزب الديمقراطي الاجتماعي الألماني                      |
|                 |                 | غوستاف ريتر فون كار (1862–1934)                                         | 16 آذار 1920         | 21 أيلول 1921        | 1 سنة و189 أيام    | غير حزبي                                                 |
|                 |                 | هوغو غراف فون أوند تسو ليرشينفيلد أوف كوفيرينغ أوند شونبيرغ (1871–1944) | 21 أيلول 1921        | 8 تشرين الثاني 1922  | 1 سنة و48 أيام     | حزب الشعب البافاري                                       |
|                 |                 | أويغن فون كنيلينغ (1856–1927)                                           | 8 تشرين الثاني 1922  | 1 تموز 1924          | 1 سنة و236 أيام    | حزب الشعب البافاري                                       |
|                 |                 | غوستاف ريتر فون كار (1862–1934)                                         | مفوض الدولة العام    | مفوض الدولة العام    | 136 أيام           | غير حزبي                                                 |
| 25 أيلول 1923   | 17 شباط 1924    | غوستاف ريتر فون كار (1862–1934)                                         |                      |                      | 136 أيام           | غير حزبي                                                 |
|                 |                 | هاينريش هيلد (1868–1938)                                                | 2 تموز 1924          | 9 آذار 1933          | 8 سنوات و250 أيام  | حزب الشعب البافاري                                       |
|                 |                 | فرانز ريتر فون إب (1868–1947)                                           | مفوض الرايخ          | مفوض الرايخ          | 31 أيام            | الحزب النازي                                             |
| 10 آذار 1933    | 10 نيسان 1933   | فرانز ريتر فون إب (1868–1947)                                           |                      |                      | 31 أيام            | الحزب النازي                                             |
| ملازم إمبراطوري | ملازم إمبراطوري | فرانز ريتر فون إب (1868–1947)                                           | 12 سنوات و19 أيام    |                      |                    | الحزب النازي                                             |
| 10 نيسان 1933   | 29 نيسان 1945   | فرانز ريتر فون إب (1868–1947)                                           | 12 سنوات و19 أيام    |                      |                    | الحزب النازي                                             |
|                 |                 | لودفيغ زيبرت (1874–1942)                                                | 12 نيسان 1933        | 1 تشرين الثاني 1942  | 9 سنوات و203 أيام  | الحزب النازي                                             |
|                 |                 | باول غيزلر (1895–1945)                                                  | 2 تشرين الثاني 1942  | 29 نيسان 1945        | 2 سنوات و178 أيام  | الحزب النازي                                             |
|                 |                 | فريتس شيفر (1888–1967)                                                  | 28 أيار 1945         | 28 أيلول 1945        | 123 أيام           | الاتحاد الاجتماعي المسيحي                                |
|                 |                 | فيلهلم هوغنر (1887–1980)                                                | 28 أيلول 1945        | 16 كانون الأول 1946  | 1 سنة و79 أيام     | الحزب الديمقراطي الاجتماعي الألماني                      |
|                 |                 | هانز إهارد (1887–1980)                                                  | 21 كانون الأول 1946  | 14 كانون الأول 1954  | 7 سنوات و358 أيام  | الاتحاد الاجتماعي المسيحي                                |
|                 |                 | فيلهلم هوغنر (1887–1980)                                                | 14 كانون الأول 1954  | 8 تشرين الأول 1957   | 2 سنوات و298 أيام  | الحزب الديمقراطي الاجتماعي الألماني                      |
|                 |                 | هانز سايدل (1901–1961)                                                  | 16 تشرين الأول 1957  | 22 كانون الثاني 1960 | 2 سنوات و98 أيام   | الاتحاد الاجتماعي المسيحي                                |
|                 |                 | هانز إهارد (1887–1980)                                                  | 26 كانون الثاني 1960 | 11 كانون الأول 1962  | 2 سنوات و319 أيام  | الاتحاد الاجتماعي المسيحي                                |
|                 |                 | ألفونس غوبل (1905–1991)                                                 | 11 كانون الأول 1962  | 6 تشرين الثاني 1978  | 15 سنوات و330 أيام | الاتحاد الاجتماعي المسيحي                                |
|                 |                 | فرانتس يوزيف شتراوس (1915–1988)                                         | 6 تشرين الثاني 1978  | 3 تشرين الأول 1988   | 9 سنوات و332 أيام  | الاتحاد الاجتماعي المسيحي                                |
|                 |                 | ماكس شترايبل (1932–1998)                                                | 19 تشرين الأول 1988  | 27 أيار 1993         | 4 سنوات و220 أيام  | الاتحاد الاجتماعي المسيحي                                |
|                 |                 | إدموند شتويبر (مواليد 1941)                                             | 28 أيار 1993         | 30 أيلول 2007        | 14 سنوات و126 أيام | الاتحاد الاجتماعي المسيحي                                |
|                 |                 | غونتر بيكشتاين (مواليد 1943)                                            | 9 تشرين الأول 2007   | 27 تشرين الأول 2008  | 1 سنة و18 أيام     | الاتحاد الاجتماعي المسيحي                                |
|                 |                 | هورست زيهوفر (مواليد 1949)                                              | 27 تشرين الأول 2008  | 13 آذار 2018         | 9 سنوات و140 أيام  | الاتحاد الاجتماعي المسيحي                                |
|                 |                 | ماركوس زودر (مواليد 1967)                                               | 16 آذار 2018         | في المنصب            | 7 سنوات و91 أيام   | الاتحاد الاجتماعي المسيحي                                |

## روابط خارجية
- "رؤساء وزراء بافاريا منذ عام 1945 (بالعربية)". حكومة بافاريا. مؤرشف من الأصل في 2008-05-07. اطلع عليه بتاريخ 2008-05-10.